# 文件归档器
文件归档器用于将多个文件集合为一个或一组归档文件，同时或压缩以减小文件大小，以便于传输或存储。支持压缩功能的也被称之为压缩工具。
最基本的归档器只需获取文件列表，然后将其内容顺序写到归档中，同时在归档中存储必要的元数据，如原始文件的名称和长度等。更高级的归档器会存储其他的元数据，例如原始时间戳，文件属性或访问控制列表等。
制作归档文件的过程称为归档，压缩或打包。从归档中重建原始文件称为解压缩或提取。

## 历史
早期的归档器有CTSS和Multics上的命令archive，仅归档而没有压缩功能。Multics也有一个tape_archiver命令，缩写为 ta，可能是unix命令tar的前身。

## Unix归档器
Unix工具 ar，tar，cpio仅归档而没有压缩。用户其他工具如gzip, bzip2, 或 xz用于压缩归档文件或提取前解压缩。文件后缀名依次添加，如使用tar归档后用gzip压缩，则归档文件后缀为 .tar.gz。
此方法优点在于：
1. 遵循Unix哲学，即每个程序都应该尽量完美地完成一项任务，而不是试图用一个工具来完成所有事情。随着压缩技术的发展，用户可以使用不同的压缩程序，而无需修改或放弃其归档器。
2. 支持固实压缩。合并文件与单独压缩相比，压缩工具可以利用多个归档文件的冗余并实现更好的压缩。

但也有缺点：
1. 提取或修改文件很困难。提取一个文件需要解压缩整个归档。修改意味着需要将文件放回归档，然后再次压缩归档，这需要额外的时间和磁盘空间。
2. 归档文件容易损坏。如果保存多个文件共享数据的区域被损坏，所有那些文件都将丢失。
3. 除非压缩窗口大于单个文件的大小，否则无法利用文件之间的冗余。

## Windows归档器
Windows内置的归档器和常用的如WinRAR、 7-zip通常使用图形界面，支持归档和压缩。有的支持命令行界面和固实压缩。